# Grupo 4 de la Clasificación de UEFA para la Copa Mundial de Fútbol de 1958
El Grupo 4 de la Clasificación de UEFA para la Copa Mundial de Fútbol de 1958 contó con la participación de Alemania Democrática, Checoslovaquia y Gales; los cuales se enfrentaron todos contra todos a visita recíproca para definir una de las 9.5 plazas de UEFA para la Copa Mundial de Fútbol de 1958 a celebrarse en Suecia. La selección de Gales logró la clasificación a la repesca intercontinental para enfrentar a Israel.

## Posiciones
| Pos. | Equipo               | Pts. | PJ | G | E | P | GF | GC | Dif. | Clasificación             |
| ---- | -------------------- | ---- | -- | - | - | - | -- | -- | ---- | ------------------------- |
| 1    | Checoslovaquia       | 9    | 4  | 3 | 0 | 1 | 9  | 3  | +6   | Clasificado a Suecia 1958 |
| 2    | Gales                | 6    | 4  | 2 | 0 | 2 | 6  | 5  | +1   | Repesca CAF/AFC–UEFA      |
| 3    | Alemania Democrática | 3    | 4  | 1 | 0 | 3 | 5  | 12 | −7   |                           |

 Fuente: FIFA

## Resultados
| 1-5-1957 | Gales      | 1 – 0   | Checoslovaquia | Cardiff, Gales         |                        |
|          | Vernon 75' | Reporte |                | Árbitro(s): Bronkhorst | Árbitro(s): Bronkhorst |

| 19-5-1957 | Alemania Democrática   | 2 – 1   | Gales         | Leipzig, Alemania Democrática |                      |
|           | Wirth 21' · Tröger 61' | Reporte | M. Charles 6' | Árbitro(s): Latyshev          | Árbitro(s): Latyshev |

| 26-5-1957 | Checoslovaquia                | 2 – 0   | Gales | Prague, Checoslovaquia |                      |
|           | Daniel 21' (a.g.) · Kraus 65' | Reporte |       | Árbitro(s): Wyssling   | Árbitro(s): Wyssling |

| 16-6-1957 | Checoslovaquia                      | 3 – 1   | Alemania Democrática | Brno, Checoslovaquia  |                       |
|           | Kraus 60' · Bubník 81' · Molnár 89' | Reporte | Wirth 18'            | Árbitro(s): Jörgensen | Árbitro(s): Jörgensen |

| 25-9-1957 | Gales                          | 4 – 1   | Alemania Democrática | Cardiff, Gales    |                   |
|           | Palmer 38' 44' 73' · Jones 42' | Reporte | Kaiser 57'           | Árbitro(s): Leafe | Árbitro(s): Leafe |

| 27-10-1957 | Alemania Democrática | 1 – 4   | Checoslovaquia                          | Leipzig, Alemania Democrática |                      |
|            | H. Müller 35'        | Reporte | Kraus 4' 88' · Moravčík 23' · Novák 43' | Árbitro(s): Schwinte          | Árbitro(s): Schwinte |